# Blind Channel

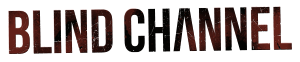
Logotyp zespołu

Blind Channel – fiński zespół metalowy założony w 2013 roku w Oulu, reprezentant Finlandii w Konkursie Piosenki Eurowizji 2021. Określają swoją muzykę jako violent pop - gatunkiem wymyślonym przez siebie.

## Historia
Zespół powstał z inicjatywy wokalisty Joela Hokki, który zaczął interesować się muzyką w wieku 14 lat. Początkowo został gitarzystą grupy Scarm, jednakże ciągle pragnął założyć swój własny zespół. W 2013 roku dołączył do niego Joonas Porko, który następnie zaprosił do współpracy Olliego Matelę i Tommiego Lalliego. Jako ostatni do grupy dołączył poznany na imprezie Niko Moilanen. Wszyscy członkowie zespołu uczyli się w jednej szkole – Madetojan musiikkilukio (liceum muzyczne im. Leeviego Madetoi). Hokka i Porko zostali jej absolwentami w 2013 roku, Moilanen rok później, a Matela i Lalli w 2015 roku.
Pierwszy występ zespołu na żywo miał miejsce w październiku 2013 roku, gdy miał on być supportem dla estońskiego zespołu Defrage, który jednak nie mógł wystąpić na scenie, dlatego Blind Channel zostało głównym wykonawcą podczas koncertu, a supportował ich inny lokalny zespół. W czerwcu 2014 roku grupa wygrała fińską edycję Wacken Metal Battle, dzięki czemu zakwalifikowała się na festiwal Wacken Open Air, a dwa miesiące później podpisała kontrakt płytowy z wytwórnią NEM, natomiast we wrześniu 2015 roku – z wytwórnią Ranka Kustannus. W maju 2015 roku zespół wygrał konkurs Stage haltuun, dzięki czemu w sierpniu tegoż roku wystąpił na festiwalach Sziget oraz Provinssirock.
29 września 2016 zespół wydał swój pierwszy album, Revolutions. 1 sierpnia 2017 grupa opublikowała cover utworu „Numb” zespołu Linkin Park, wykonany w hołdzie zmarłemu wokaliście, Chesterowi Benningtonowi. 20 kwietnia 2018 grupa wydała drugą płytę, Blood Brothers, która została nominowana do nagrody Emma dla najlepszego albumu rockowego, jednak ostatecznie jej nie otrzymała. 6 marca 2020 ukazała się ich trzecia płyta, Violent Pop. Kilka miesięcy później zespół opublikował cover utworu „Left Outside Alone” Anastacii. W październiku tegoż roku członkiem zespołu został Aleksi Kaunisvesi.
W styczniu 2021 roku ogłoszono, że Blind Channel zostało jednym z finalistów Uuden Musiikin Kilpailu, fińskich preselekcji do Konkursu Piosenki Eurowizji z utworem „Dark Side”. 20 lutego 2021 roku zespół wygrał finał selekcji, uzyskując 551 punktów, dzięki czemu został reprezentantem Finlandii w Konkursie Piosenki Eurowizji. W Rotterdamie grupa wystąpiła 20 maja w drugim półfinale konkursu jako czternasta w kolejności i zajęła piąte miejsce z 234 punktami, dzięki czemu awansowała do finału, w którym wystąpiła jako szesnasta w kolejności i zajęła szóste miejsce z 301 punktami (218 od widzów + 83 od jury). Eurowizyjny utwór dotarł także na pierwsze miejsce listy przebojów Suomen virallinen lista. W maju 2021 zespół podpisał też kontrakt płytowy z Century Media Records. W maju 2022 zespół otrzymał sześć nagród podczas Emma-gaala za 2021 rok (w kategoriach zespół roku, piosenka roku, piosenka rockowa roku, najlepszy fiński zespół roku w głosowaniu publiczności, najpopularniejszy fiński utwór w serwisach streamingowych oraz eksport roku), a dwa miesiące później wydał kolejny album, Lifestyles of the Sick & Dangerous
Zespół był supportem m.in. Hollywood Undead i Simple Plan, Amaranthe, All That Remains, Sevendust i Machinae Supremacy. Za swoje inspiracje muzycy uważają Linkin Park, Enter Shikari i 30 Seconds to Mars.
W dniu 26 kwietnia 2025 roku w mediach społecznościowych pojawiło się oświadczenie zespołu w którym informują oni, że Joel Hokka opuszcza grupę. 

## Dyskografia
- Blind Channel EP (2013)
- Foreshadow EP (2014)
- Revolutions (2016)
- Blood Brothers (2018)
- Violent Pop (2020)
- Lifestyles of the Sick & Dangerous (2022)
- EXIT EMOTIONS (2024)